# Маркнойкирхен
Маркнойкирхен (нем. Markneukirchen) — город в Германии, в земле Саксония. Подчинён земельной дирекции Хемниц. Входит в состав района Фогтланд.  Население составляет 6581 человек (на 31 декабря 2010 года). Занимает площадь 47,38 км². Официальный код  —  14 1 78 330.
В городе находится всемирно известная фабрика по производству валторн Hans Hoyer.